# Fostex

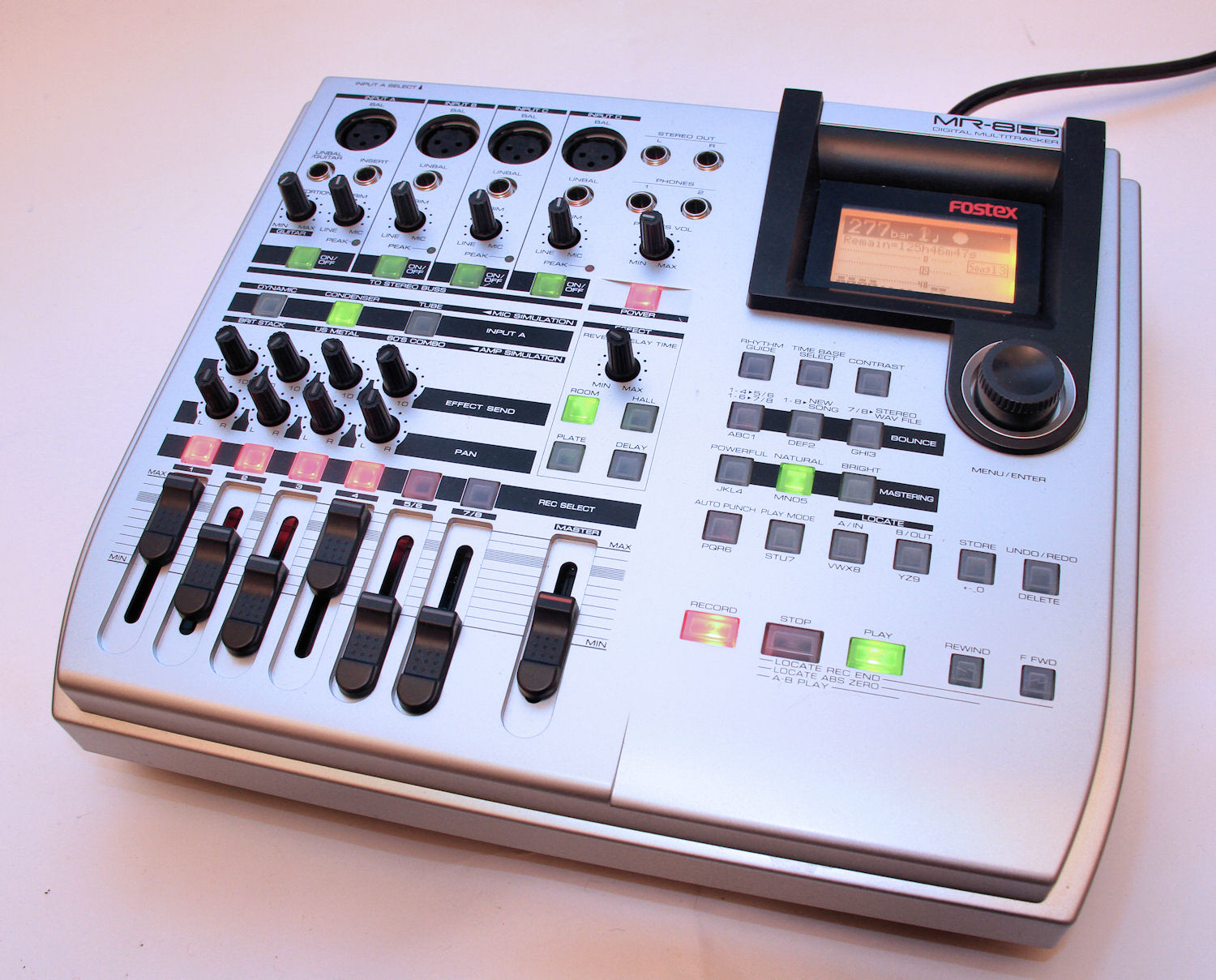
Enregistreur multi-pistes Fostex MR8 HD

Fostex est un fabricant japonais de matériel électronique fondé en 1973 par Foster Electric Co. Ltd.
Fostex compte plus de 20 000 employés répartis dans 9 pays. Le siège de l'entreprise est situé à Akishima dans la Préfecture de Tōkyō au Japon.
Fostex a été un des premiers fabricants à proposer un  enregistreur multipiste  abordable. C'est aussi le fabricant des écouteurs pour iPod et iPhone d'Apple.